# Сарри (округ, Виргиния)
Округ Сарри (англ. Surry County) располагается в США, в штате Виргиния. По состоянию на 2010 год, численность населения составляла 7058 человек.

## География
По данным Бюро переписи США, общая площадь округа равняется 803 км², из которых 723 км² суша и 80 км² или 10,1 % это водоёмы.

### Соседние округа
- Чарльз-Сити (Виргиния) — северo-запад
- Айл-оф-Уайт (Виргиния) — юго-восток
- Джеймс-Сити (Виргиния) — северо-восток
- Принс-Джордж (Виргиния) — запад
- Саутгемптон (Виргиния) — юг
- Сассекс (Виргиния) — юго-запад

## Демография
По данным переписи населения 2000 года в округе проживает 7 058 жителей в составе 2 619 домашних хозяйств и 1 917 семей. Плотность населения составляет 9 человек на км². На территории округа насчитывается 3 294 жилых строений, при плотности застройки 5 строений на км². Расовый состав населения: белые — 51,3 %, афроамериканцы — 46,1 %, коренные американцы (индейцы) — 0,3 %, азиаты — 0,3 %, гавайцы — 0,0 %, представители других рас — 0,3 %, представители двух или более рас — 1,7 %. Испаноязычные составляли 1,2 % населения.
В составе 30,50 % из общего числа домашних хозяйств проживают дети в возрасте до 18 лет, 55,50 % домашних хозяйств представляют собой супружеские пары проживающие вместе, 14,10 % домашних хозяйств представляют собой одиноких женщин без супруга, 26,80 % домашних хозяйств не имеют отношения к семьям, 23,70 % домашних хозяйств состоят из одного человека, 10,10 % домашних хозяйств состоят из престарелых (65 лет и старше), проживающих в одиночестве. Средний размер домашнего хозяйства составляет 2,61 человека, и средний размер семьи 3,09 человека.
Возрастной состав округа: 25,20 % моложе 18 лет, 7,20 % от 18 до 24, 27,80 % от 25 до 44, 25,70 % от 45 до 64 и 14,10 % от 65 и старше. Средний возраст жителя округа 40 лет. На каждые 100 женщин приходится 93,70 мужчин. На каждые 100 женщин старше 18 лет приходится 92,00 мужчин.
Средний доход на домохозяйство в округе составлял 37 558 USD, на семью — 41 234 USD. Среднестатистический заработок мужчины был 31 123 USD против 21 143 USD для женщины. Доход на душу населения составлял 16 682 USD. Около 9,70 % семей и 10,80 % общего населения находились ниже черты бедности, в том числе — 13,40 % молодежи (тех кому ещё не исполнилось 18 лет) и 14,80 % тех кому было уже больше 65 лет.